# Abenteuer Lerchenberg
Abenteuer Lerchenberg ist eine Dokufiktion des Filmemachers Andreas Ewels, in der ein klassischer Naturfilm mit schauspielerischen und fiktionalen Elementen ergänzt wird. In einer Rolle ist auch der ZDF-Nachrichtensprecher Claus Kleber zu sehen.
Von 2010 bis 2012 wurde der Film zum Großteil auf dem ZDF-Gelände in Mainz-Lerchenberg gedreht. Dabei arbeiteten rund 40 Personen, zumeist ehrenamtlich, an diesem Projekt, darunter auch der Naturfilmer Klaus Scheurich.
Der Film zeigt die Artenvielfalt vor unserer Haustür und nimmt als Beispiel das Gelände des ZDF. In einem ruhigen Erzählstil öffnet sich am Anfang ein Buch, durch das man in die Tierwelt des Sendezentrums eintaucht. Im Wechsel der Jahreszeiten entdeckt die Kamera die verschiedensten Tierarten auf dem Lerchenberg. Unter anderem werden Gartenschläfer, Hasen, Dachse, Spinnen und Insekten in ungewöhnlichen Aufnahmen dokumentiert. Am Ende schließt sich das Buch mit dem Hinweis: „Im nächsten Jahr beginnt alles wieder von vorn.“
Der Film wurde in einer deutschen und einer englischen Fassung veröffentlicht. Der deutschsprachige Sprecher ist Hans Mittermüller. Die Musik wurde eigens für diesen Film von Rüdiger Gleisberg komponiert.
Nach der Kinopremiere am 21. September 2012 in der Caligari Filmbühne in Wiesbaden ging das Werk auf eine filmische Tour durch Europa, wobei fast jede Vorstellung von einem Teammitglied, als Ansprechpartner für das Publikum, begleitet wurde. Den Abschluss der Tour gab es drei Jahre später in Mainz, im ausverkauften Residenz-Kino.
Der Film wurde mit zahlreichen Preisen ausgezeichnet und erschien auch auf DVD und Blu-Ray.

## Auszeichnungen (Auswahl)
- 2013: Prädikat wertvoll der Deutschen Film- und Medienbewertung[8]
- 2013: Finalist, Biberacher Filmfestival (Biberach)
- 2014: Bester Film, Journalistenpreis Deutscher Jagdverband (Berlin), Verleihung in Marburg[9]
- 2015: White Accadia Award, Silafest (Belgrad / Serbien)
- 2015: Best Environmental Documentary, International Nature Film Festival (Gödöllö/Ungarn)[10]
- 2015: Beste Dokumentation, Art & Tur Filmfestival (Porto/Portugal)[11]
- 2016: Beste Dokumentation, Filmpreis „Jagd & Hund“ (Dortmund)